# Стрибки у воду на літніх Олімпійських іграх 2024 — вишка, 10 метрів (чоловіки)
Змагання зі стрибків у воду з десятиметрової вишки серед чоловіків на літніх Олімпійських іграх 2024 відбудуться 9 і 10 серпня в Паризькому центрі водних видів спорту. Це буде 28-ма поява цієї дисципліни на Олімпійських іграх. Її проводили на всіх Олімпіадах починаючи з 1904 року.

## Розклад
Вказано центральноєвропейський час (UTC+1)
| Дата           | Час   | Раунд            |
| -------------- | ----- | ---------------- |
| 9 серпня 2024  | 15:00 | Попередній раунд |
| 10 серпня 2024 | 15:00 | Півфінал Фінал   |

## Результати
Змагатимуться 26 стрибунів у воду з 19 країн.
| Місце | Стрибун                 | Країна                | Попередній раунд | Попередній раунд | Півфінал        | Півфінал        | Фінал           | Фінал           | Фінал           | Фінал           | Фінал           | Фінал           | Загалом         |
| Місце | Стрибун                 | Країна                | Результат        | Місце            | Результат       | Місце           | 1-й стрибок     | 2-й стрибок     | 3-й стрибок     | 4-й стрибок     | 5-й стрибок     | 6-й стрибок     | Загалом         |
| ----- | ----------------------- | --------------------- | ---------------- | ---------------- | --------------- | --------------- | --------------- | --------------- | --------------- | --------------- | --------------- | --------------- | --------------- |
| 1     | Цао Юань                | Китай (CHN)           | 500.15           | 1                | 504.00          | 1               | 96.90           | 86.40           | 97.20           | 91.80           | 88.80           | 86.40           | 547.50          |
| 2     | Тамаї Рікуто            | Японія (JPN)          | 497.15           | 2                | 477.00          | 3               | 88.00           | 95.40           | 94.35           | 91.80           | 39.10           | 99.00           | 507.65          |
| 3     | Ноа Вільямс             | Велика Британія (GBR) | 446.70           | 8                | 400.90          | 12              | 78.40           | 86.40           | 81.60           | 63.00           | 93.60           | 94.35           | 497.35          |
| 4     | Кессієл Руссо           | Австралія (AUS)       | 453.10           | 7                | 469.25          | 4               | 86.70           | 81.00           | 76.80           | 61.20           | 82.80           | 92.50           | 481.00          |
| 5     | Рандал Вільярс          | Мексика (MEX)         | 460.75           | 6                | 432.45          | 7               | 84.00           | 88.40           | 73.50           | 84.60           | 84.40           | 61.50           | 478.40          |
| 6     | Тімо Бартель            | Німеччина (GER)       | 402.65           | 12               | 411.50          | 9               | 70.40           | 69.30           | 79.20           | 67.50           | 81.60           | 78.20           | 446.20          |
| 7     | Райлен Вайнс            | Канада (CAN)          | 485.25           | 3                | 468.40          | 5               | 76.80           | 88.80           | 90.10           | 70.20           | 42.90           | 76.80           | 445.60          |
| 8     | Олексій Середа          | Україна (UKR)         | 479.45           | 5                | 405.05          | 11              | 67.20           | 66.60           | 66.30           | 75.60           | 64.80           | 86.40           | 426.90          |
| 9     | Кевін Берлін            | Мексика (MEX)         | 407.15           | 11               | 428.65          | 8               | 65.60           | 59.50           | 79.90           | 77.40           | 53.65           | 84.60           | 420.65          |
| 10    | Натан Шомбор-Маррей     | Канада (CAN)          | 407.20           | 10               | 410.80          | 10              | 83.20           | 61.05           | 64.35           | 72.00           | 45.90           | 78.40           | 404.90          |
| 11    | Кайл Котарі             | Велика Британія (GBR) | 433.10           | 9                | 443.55          | 6               | 70.40           | 81.60           | 72.00           | 44.55           | 59.20           | 73.80           | 401.55          |
| 12    | Ян Хао                  | Китай (CHN)           | 479.80           | 4                | 490.55          | 2               | 76.80           | 59.50           | 61.20           | 54.00           | 83.20           | 55.50           | 390.20          |
| 13    | Ріккардо Джованніні     | Італія (ITA)          | 387.65           | 15               | 400.65          | 13              | Завершив виступ | Завершив виступ | Завершив виступ | Завершив виступ | Завершив виступ | Завершив виступ | Завершив виступ |
| 14    | Роберт Лукашевич        | Польща (POL)          | 366.05           | 18               | 396.45          | 14              | Завершив виступ | Завершив виступ | Завершив виступ | Завершив виступ | Завершив виступ | Завершив виступ | Завершив виступ |
| 15    | Андреас Сарджент Ларсен | Італія (ITA)          | 369.50           | 16               | 394.15          | 15              | Завершив виступ | Завершив виступ | Завершив виступ | Завершив виступ | Завершив виступ | Завершив виступ | Завершив виступ |
| 16    | Джексон Боушир          | Австралія (AUS)       | 390.30           | 14               | 379.40          | 16              | Завершив виступ | Завершив виступ | Завершив виступ | Завершив виступ | Завершив виступ | Завершив виступ | Завершив виступ |
| 17    | Брендон Лоск'яво        | США (USA)             | 393.65           | 13               | 372.45          | 17              | Завершив виступ | Завершив виступ | Завершив виступ | Завершив виступ | Завершив виступ | Завершив виступ | Завершив виступ |
| 18    | Син Чон Ві              | Південна Корея (KOR)  | 369.20           | 17               | 290.60          | 18              | Завершив виступ | Завершив виступ | Завершив виступ | Завершив виступ | Завершив виступ | Завершив виступ | Завершив виступ |
| 19    | Карсон Тайлер           | США (USA)             | 363.75           | 19               | Завершив виступ | Завершив виступ | Завершив виступ | Завершив виступ | Завершив виступ | Завершив виступ | Завершив виступ | Завершив виступ | Завершив виступ |
| 20    | Алехандро Соларте       | Колумбія (COL)        | 363.10           | 20               | Завершив виступ | Завершив виступ | Завершив виступ | Завершив виступ | Завершив виступ | Завершив виступ | Завершив виступ | Завершив виступ | Завершив виступ |
| 21    | Ігор Мялін              | Узбекистан (UZB)      | 357.10           | 21               | Завершив виступ | Завершив виступ | Завершив виступ | Завершив виступ | Завершив виступ | Завершив виступ | Завершив виступ | Завершив виступ | Завершив виступ |
| 22    | Ім Йон Мьон             | Північна Корея (PRK)  | 347.10           | 22               | Завершив виступ | Завершив виступ | Завершив виступ | Завершив виступ | Завершив виступ | Завершив виступ | Завершив виступ | Завершив виступ | Завершив виступ |
| 23    | Антон Кноль             | Австрія (AUT)         | 321.55           | 23               | Завершив виступ | Завершив виступ | Завершив виступ | Завершив виступ | Завершив виступ | Завершив виступ | Завершив виступ | Завершив виступ | Завершив виступ |
| 24    | Кім Йон Тхе             | Південна Корея (KOR)  | 320.40           | 24               | Завершив виступ | Завершив виступ | Завершив виступ | Завершив виступ | Завершив виступ | Завершив виступ | Завершив виступ | Завершив виступ | Завершив виступ |
| 25    | Бертран Родікт Лайсес   | Малайзія (MAS)        | 313.70           | 25               | Завершив виступ | Завершив виступ | Завершив виступ | Завершив виступ | Завершив виступ | Завершив виступ | Завершив виступ | Завершив виступ | Завершив виступ |
| 26    | Рамез Собхі             | Єгипет (EGY)          | 266.95           | 26               | Завершив виступ | Завершив виступ | Завершив виступ | Завершив виступ | Завершив виступ | Завершив виступ | Завершив виступ | Завершив виступ | Завершив виступ |